# VM i håndbold 1982 (mænd)
Verdensmesterskabet i håndbold for mænd 1982 var det tiende (indendørs) VM i håndbold for mænd. Slutrunden blev afholdt i Vesttyskland i perioden 23. februar – 7. marts 1982.
De 16 deltagende nationer spillede først en indledende runde i fire grupper med fire hold, hvorfra de tre bedste i hver gruppe gik videre til hovedrunden, der bestod af to nye grupper med seks hold. Hovedrundens to gruppevindere gik direkte videre til VM-finalen, mens de to toere gik videre til bronzekampen. De to gruppetreere spillede om 5.pladsen, firerne spillede om 7.pladsen, femmerne om 9.pladsen og sekserne om 11.pladsen. Holdene, der sluttede sidst i de indledende grupper, spillede en placeringsrunde om placeringerne 13-16.
Sovjetunionen blev verdensmester for første gang ved at slå Jugoslavien 30-27 i finalen efter forlænget spilletid. Det var også Jugoslaviens bedste resultat i VM-historien. Bronzen gik til Polen, der vandt sin først VM-medalje nogensinde ved at besejre Danmark 23-22 i bronzekampen. Danmark sluttede dermed på 4.-pladsen for andet VM i træk (og femte gang i alt).

## Slutrunde

### Indledende runde
| Dato | Kamp                            | Res.  |
| ---- | ------------------------------- | ----- |
| ?    | Vesttyskland - Kuwait           | 24-10 |
| ?    | Sovjetunionen - Tjekkoslovakiet | 31-17 |
| ?    | Sovjetunionen - Kuwait          | 44-19 |
| ?    | Vesttyskland - Tjekkoslovakiet  | 19-18 |
| ?    | Tjekkoslovakiet - Kuwait        | 33-12 |
| ?    | Vesttyskland - Sovjetunionen    | 16-24 |

| Gruppe A        | Kampe | Mål     | Point |
| --------------- | ----- | ------- | ----- |
| Sovjetunionen   | 3     | 99-52   | 6     |
| Vesttyskland    | 3     | 59-52   | 4     |
| Tjekkoslovakiet | 3     | 68-63   | 2     |
| Kuwait          | 3     | 041-101 | 0     |

| Dato | Kamp               | Res.  |
| ---- | ------------------ | ----- |
| ?    | Spanien - Algeriet | 19-15 |
| ?    | Ungarn - Sverige   | 20-20 |
| ?    | Ungarn - Algeriet  | 30-20 |
| ?    | Spanien - Sverige  | 23-20 |
| ?    | Sverige - Algeriet | 31-15 |
| ?    | Ungarn - Spanien   | 20-20 |

| Gruppe B | Kampe | Mål   | Point |
| -------- | ----- | ----- | ----- |
| Spanien  | 3     | 62-55 | 5     |
| Ungarn   | 3     | 70-60 | 4     |
| Sverige  | 3     | 71-58 | 3     |
| Algeriet | 3     | 50-80 | 0     |

| Dato | Kamp            | Res.  |
| ---- | --------------- | ----- |
| ?    | Polen - Schweiz | 16-15 |
| ?    | DDR - Japan     | 28-18 |
| ?    | Polen - Japan   | 28-19 |
| ?    | DDR - Schweiz   | 16-14 |
| ?    | Schweiz - Japan | 18-15 |
| ?    | DDR - Polen     | 19-19 |

| Gruppe C | Kampe | Mål   | Point |
| -------- | ----- | ----- | ----- |
| DDR      | 3     | 63-51 | 5     |
| Polen    | 3     | 63-53 | 5     |
| Schweiz  | 3     | 47-47 | 2     |
| Japan    | 3     | 52-74 | 0     |

| Dato | Kamp                   | Res.  |
| ---- | ---------------------- | ----- |
| ?    | Jugoslavien - Cuba     | 38-21 |
| ?    | Rumænien - Danmark     | 20-18 |
| ?    | Rumænien - Cuba        | 34-26 |
| ?    | Danmark - Jugoslavien  | 19-18 |
| ?    | Danmark - Cuba         | 28-21 |
| ?    | Jugoslavien - Rumænien | 22-21 |

| Gruppe D    | Kampe | Mål     | Point |
| ----------- | ----- | ------- | ----- |
| Jugoslavien | 3     | 78-61   | 4     |
| Rumænien    | 3     | 75-66   | 4     |
| Danmark     | 3     | 65-59   | 4     |
| Cuba        | 3     | 068-100 | 0     |

### Placeringsrunde
Holdene, der endte på fjerdepladserne i de indledende grupper, spillede om placeringerne 13-16 i placeringsrunden.
| Dato | Kamp              | Res.  |
| ---- | ----------------- | ----- |
| ?    | Kuwait - Algeriet | 22-20 |
| ?    | Japan - Cuba      | 20-25 |
| ?    | Kuwait - Japan    | 20-31 |
| ?    | Algeriet - Cuba   | 21-21 |
| ?    | Kuwait - Cuba     | 30-34 |
| ?    | Algeriet - Japan  | 21-22 |

| Placeringsrunde | Placeringsrunde | Kampe | Mål   | Point |
| --------------- | --------------- | ----- | ----- | ----- |
| 13.             | Cuba            | 3     | 80-71 | 5     |
| 14.             | Japan           | 3     | 73-66 | 4     |
| 15.             | Kuwait          | 3     | 72-85 | 2     |
| 16.             | Algeriet        | 3     | 62-65 | 1     |

### Hovedrunde
Hovedrunden bestod af de tolv hold, der var endt som nr. 1, 2 eller 3 i de indledende grupper, og holdene var inddelt i to grupper med seks hold – holdene fra de indledende grupper A og C blev samlet i gruppe 1, mens holdene fra gruppe B og D samledes i gruppe 2. Resultaterne af kampe mellem hold fra samme gruppe i den indledende runde blev overført til hovedrunden. Vinderne af de to grupper gik direkte i VM-finalen, toerne spillede bronzekamp, treerne spillede om 5.pladsen, mens firerne mødtes i en kamp om 7.pladsen, femmerne spillede om 9.pladsen og endelig mødtes sekserne i kampen om 11.pladsen
| Dato | Kamp                      | Res.  |
| ---- | ------------------------- | ----- |
| ?    | Vesttyskland - Polen      | 18-17 |
| ?    | Sovjetunionen - Schweiz   | 23-14 |
| ?    | Tjekkoslovakiet - DDR     | 24-21 |
| ?    | Vesttyskland - DDR        | 16-19 |
| ?    | Sovjetunionen - Polen     | 27-21 |
| ?    | Tjekkoslovakiet - Schweiz | 17-17 |
| ?    | Vesttyskland - Schweiz    | 16-16 |
| ?    | Sovjetunionen - DDR       | 25-17 |
| ?    | Tjekkoslovakiet - Polen   | 23-24 |

| Gruppe 1        | Kampe | Mål     | Point |
| --------------- | ----- | ------- | ----- |
| Sovjetunionen   | 5     | 130-850 | 10    |
| Polen           | 5     | 097-102 | 5     |
| DDR             | 5     | 92-98   | 5     |
| Vesttyskland    | 5     | 85-94   | 5     |
| Tjekkoslovakiet | 5     | 099-112 | 3     |
| Schweiz         | 5     | 76-88   | 2     |

| Dato | Kamp                  | Res.  |
| ---- | --------------------- | ----- |
| ?    | Rumænien - Sverige    | 31-24 |
| ?    | Danmark - Spanien     | 23-22 |
| ?    | Ungarn - Jugoslavien  | 20-20 |
| ?    | Jugoslavien - Spanien | 28-25 |
| ?    | Rumænien - Ungarn     | 24-19 |
| ?    | Danmark - Sverige     | 21-20 |
| ?    | Spanien - Rumænien    | 22-20 |
| ?    | Ungarn - Danmark      | 19-19 |
| ?    | Jugoslavien - Sverige | 30-19 |

| Gruppe 2    | Kampe | Mål     | Point |
| ----------- | ----- | ------- | ----- |
| Jugoslavien | 5     | 118-104 | 7     |
| Danmark     | 5     | 100-990 | 7     |
| Rumænien    | 5     | 116-105 | 6     |
| Spanien     | 5     | 112-111 | 5     |
| Ungarn      | 5     | 098-103 | 4     |
| Sverige     | 5     | 103-125 | 1     |

### Finalekampe
| Dato                         | Kamp                        | Res.    |
| ---------------------------- | --------------------------- | ------- |
| Kamp om 5.pladsen            |                             |         |
| ?                            | Rumænien - DDR              | 24-21   |
| Bronzekamp                   |                             |         |
| ?                            | Polen - Danmark             | 23-22   |
| Finale                       |                             |         |
| ?                            | Sovjetunionen - Jugoslavien | •30-27• |
| • Efter forlænget spilletid. |                             |         |

| Dato               | Kamp                     | Res.  |
| ------------------ | ------------------------ | ----- |
| Kamp om 11.pladsen |                          |       |
| ?                  | Sverige - Schweiz        | 25-17 |
| Kamp om 9.pladsen  |                          |       |
| ?                  | Ungarn - Tjekkoslovakiet | 24-18 |
| Kamp om 7.pladsen  |                          |       |
| ?                  | Vesttyskland - Spanien   | 19-15 |